# Моллакент
Моллакент — село в Курахском районе Дагестана. Центр Моллакентского сельского поселения.

## Географическое положение
Расположено на Приморской низменности на территории Дербентского района, в устье реки Рубас, на берегу Каспийского моря.

## Население
| 1886  | 1895  | 1926 | 1939 | 1970 | 1989 | 2002 |
| ----- | ----- | ---- | ---- | ---- | ---- | ---- |
| 40    | ↘36   | ↗79  | ↗180 | ↗575 | ↗657 | ↗978 |
| 2010  | 2021  |      |      |      |      |      |
| ↗1022 | ↗1074 |      |      |      |      |      |

Моноэтническое лезгинское село.
В 2021 году 1074 человек.

## История
Облик сегодняшнего села начал очерчиваться в 1950-е годы, но первые переселенцы здесь появились, по словам старожилов, примерно в 1880 году. Первые выходцы села Кутул Курахского района оказались на этих землях, чтобы накормить своих семей. Позже, в 1920 году, начали обживать территории сегодняшнего Моллакента ещё несколько семей из Кутула. Жили они в очень трудных условиях, в землянках. Свирепствовала лихорадка, были и смертельные исходы, но люди не испугались, постепенно стали переселяться и другие семьи. В 1950-е годы малая часть жителей села Кутул осталась в горах, а большая часть переселилась на низменность и начала обживать новые территории.
Село Моллакент относится к крупным селам Курахского района. Здесь около 400 хозяйств. В селе есть средняя школа, Дом культуры, участковая больница, узел связи и административные учреждения. Село газифицировано. Сегодня в селении Моллакент, кроме коренных жителей, выходцев из села Кутул, живут люди из других сел района, в частности ахнигцы, штульцы.